# ميروسلاف تشورتشيتش
ميروسلاف تشورتشيتش هو لاعب كرة قدم صربي في مركز الهجوم، ولد في 22 مارس 1962 في Melenci ‏ في صربيا، وتوفي في 10 أغسطس 2017 في ألمانيا. لعب مع إشتوريل برايا ورويال أنتويرب ونادي بيلينينسش ونادي فارنزي ونادي فويفودينا.

## وصلات خارجية
- ميروسلاف تشورتشيتش على موقع قاعدة بيانات كرة القدم.إي يو (الإنجليزية)
- ميروسلاف تشورتشيتش على موقع عالم كرة القدم.نت (الإنجليزية)